# Captain America (1990)
Captain America is een Amerikaanse lowbudgetfilm, gebaseerd op het gelijknamige personage van Marvel Comics. De film werd geregisseerd door Albert Pyun. De hoofdrollen werden vertolkt door Matt Salinger, Ronny Cox en Scott Paulin.

## Verhaal
De film begint in 1936 in het fascistische Italië. De overheid ontvoert een getalenteerde jongen omdat hij nodig is voor een experiment waarmee de overheid een fascistische supersoldaat hoopt te maken. Dr. Vaselli, een van de medewerkers van het project, weigert de jongen te gebruiken. Hij steelt de supersoldaatformule en vlucht ermee naar Amerika.
Zeven jaar later heeft de Amerikaanse overheid de formule aangepast voor eigen gebruik. De Tweede Wereldoorlog is inmiddels uitgebroken en de overheid wil een supersoldaat om het leger te steunen. Soldaat Steve Rogers meldt zich als vrijwilliger, en wordt met de formule veranderd in Captain America. Maar nauwelijks is het project voltooid of Dr. Vaselli wordt doodgeschoten door een Nazispion. Daar zij als enige de supersoldatenformule wist, kunnen er geen soldaten meer worden gemaakt.
De Italiaanse jongen uit de openingsscène is inmiddels uitgegroeid tot de Red Skull. Hij wil een raket lanceren op het Witte Huis. Captain America kan niet voorkomen dat de raket wordt afgevuurd, maar slaagt er wel in de raket in de lucht van richting te laten veranderen. Hij en de raket storten beide neer in Alaska, waar Captain America wordt ingevroren in het ijs. De enige getuige is een jongen, genaamd Thomas Kimball.
Jaren gaan voorbij. In 1993 is de nu volwassen Kimball gekozen tot President van de Verenigde Staten. Hij is echter niet bijzonder geliefd bij het militair-industrieel complex, dat een geheime bijeenkomst houdt, geleid door de Red Skull. Het blijkt dat na de oorlog de Red Skull een dochter heeft opgevoed en de leider is geworden van een machtige misdaadfamilie. Hij krijgt de opdracht om president Kimball te vermoorden.
Rond dezelfde tijd wordt in Alaska Captain America’s bevroren lichaam ontdekt. Hij wordt ontdooid en ontwaakt uit de schijndode toestand waar hij al die jaren in verbleef. Vrijwel meteen moet hij een aantal handlangers van de Red Skull verslaan.
Captain America bezoekt zijn oude vriendin Bernice. Zij is inmiddels bejaard en woont in een rusthuis. Tevens blijkt ze na de oorlog te zijn getrouwd met een ander, en heeft ze een dochter: Sharon. Sharon helpt Captain America te wennen aan de moderne tijd. Ze bezoeken samen de geheime basis waar Rogers zijn verandering tot Captain America onderging. Ze hopen daar Dr. Vaselli’s dagboek te vinden. Ondertussen breken de handlangers van de Red Skull in bij Bernice’ huis, en vermoorden haar. Haar echtgenoot krijgt een hartaanval wanneer ze hem ondervragen over de verblijfplaats van Captain America.
Rogers en Sharon vinden het dagboek, maar de handlangers van de Red Skull stelen het van hen. Thuis ontdekken ze wat er gebeurd is met Bernice, en dat President Kimball is ontvoerd. Het duo reist naar Italië waar Rogers en Sharon het huis van Red Skull opsporen. Ze dringen de schuilplaats binnen, en het komt tot een gevecht tussen Captain America en Red Skull. Captain America slaat Red Skull met zijn schild van een klip.
Het Amerikaanse leger arriveert om de president te redden en de Amerikanen die in het complot zaten te arresteren.

## Cast
| Acteur             | Personage                        |
| ------------------ | -------------------------------- |
| Matt Salinger      | Steve Rogers / Captain America   |
| Ronny Cox          | President Tom Kimball            |
| Scott Paulin       | Tadzio de Santis / The Red Skull |
| Ned Beatty         | Sam Kolawetz                     |
| Darren McGavin     | General Fleming                  |
| Michael Nouri      | Lt. Col. Louis                   |
| Kim Gillingham     | Bernice Stewart / Sharon         |
| Melinda Dillon     | Mrs. Rogers                      |
| Bill Mumy          | 'Young General Fleming           |
| Francesca Neri     | Valentina de Santis              |
| Carla Cassola      | Dr. Maria Vaselli                |
| Massimilio Massimi | Tadzio de Santis                 |
| Wayde Preston      | Jack                             |

## Achtergrond
Vanwege het vele geweld kreeg de film een “PG-13”-stempel van de Motion Picture Association of America.
De film stond gepland voor een grote uitgave in bioscopen, maar de geplande datum werd niet gehaald. Uiteindelijk werd de film maar op beperkte schaal uitgebracht in de bioscopen voordat hij op video belandde.
De film kreeg over het algemeen negatieve kritieken.